# Șinca, Suceava
Șinca este un sat în comuna Cornu Luncii din județul Suceava, Moldova, România.
În legătură cu apariția acestei așezări există două legende:
- Una, cea bisericească, spune că în padurea care acum mărginește satul ar fi existat un mic schit de călugări, lucru care a determinat apariția unei așezări laice; de asemeni se spune că locuitorii acestei așezări lucrau la boieroaica numită "Sascha", dincolo de apa Moldovei, boieroaica plătindu-i pe timpul iernii cu șuncă, de unde și denumirea de "șuncani" alterată ulterior în "șincani"; mai târziu așezarea de muncitori a luat o formă oarecum stabilă și organizată și s-a numit Șinca.
- Mai circulă însă o legendă care spune că pe timpul lui Ștefan cel Mare s-ar fi format o așezare din bordeie săpate în pământ, într-o poiană din aceste păduri, iar comunitatea ar fi fost alcătuită din cei care fugeau de oaste din diverse motive; se pare că aceștia ar fi fost oameni certați cu legea și cu o moralitate cel puțin îndoielnică. Neexistând o atestare documentară exactă, cele două legende circulă în paralel.

Actualmente satul este mai degrabă un cătun, având cca. 70-75 de case, dintre care 5-6 nelocuite (rămase fără locatari) și aproximativ 10 case noi; populația este de cca. 150-180 oameni din care cca.70% peste 40 de ani, marea majoritate fiind formată din pensionari și/sau agricultori. Există o biserică relativ nouă în sat și, de asemenea, o școală dezafectată. Nu există rețele de telefonie, internet sau televiziune prin cablu, aceste servicii fiind acoperite de furnizorii de comunicație mobilă și prin satelit. Nu există rețea de apă sau canalizare, iar drumurile nu sunt modernizate în nici un fel. Există un magazin mixt și o microîntreprindere familială de prelucrare a lemnului.